# 리스톤부르
리스톤부르(프랑스어: Listenbourg)는 가상국가로, 2022년부터 프랑스의 트위터를 중심으로 인기를 얻게 된 인터넷 밈이다. 영어로는 "Listenbourg", 독일어로 "Listenbourg"라 표기된다고 한다.

## 유래 및 역사
'리스톤부르' 라는 사진은 이베리아반도에 가상의 국가인 리스톤부르를 붙여놓은 것으로 편집된 가짜 지도가 소셜 미디어에 등장한 지 3일 만에 전 세계를 강타하게 되었다. 처음에는 미국인들이 지리학에 대한 지식이 부족하다는 편견에 대한 장난에 불과했지만, 전 세계적으로 해당 사진이 '밈'이 되어 퍼지게 되었다.
2022년 10월 30일 트위터 사용자 'Gaspardo'는 해당 사진을 올리면서 EU 회원국과 같이 존재하지 않는 나라의 국토를 초록색으로 칠한 후 "난 미국인들이 이 나라 이름도 제대로 모른다고 확신한다" 라고 적었다. 그리고 그 사진의 육지에는 빨간색 화살표가 있었다.
다른 사용자들은 "정말 리스톤부르를 모르는 사람이 있어?"라고 답했다. 집단적으로 없는 것을 있는것처럼 꾸며놓은 이것은 인터넷 밈이 되었다. 그러나 시간이 지나면 지날수록 이용자들은 더욱 더 정교한 날조 사진을 만들기 시작하였다. 해당 국가가 실제 존재하는 것처럼 꾸며낸 위성지도를 배포하거나, 미국의 인터넷 커뮤니티 레딧에서는 "리스톤부르는 자체적인 포뮬러 1 대회를 개최하고 있고, 달 탐사 임무의 일부에 포함되어있다" 라고 주장하는 레딧 게시판을 만들기도 했다.
이 밈이 급속하게 퍼진 이유 중 하나로, 프랑스에서는 이 밈이 미국 언론에서의 해외 지리 실수 보도를 비꼬는 밈으로 받아들여졌기 때문이다. CNN에서는 2005년, 프랑스 국토인 툴루즈와 스트라스부르를 스위스와 독일의 국토로 설명하는 실수를 저질렀으며, 2014년에는 우크라이나의 영토였던 돈바스를 파키스탄에 위치하게 하는 실수가 담긴 사진이 유럽에 퍼지게 되었다. 그 외 홍콩의 위치를 브라질로 소개하고 있는 등의 지속적인 실수를 보고 비꼬기 위해 만든 밈이다.
그 이후 리스톤부르는 단순한 인터넷 밈으로 끝나지 않고 여러 이용자들이 모여 계속하여 존재하지 않는 국토의 면적, 국가나 국기와 같은 나라의 상징이나 역사, 지리 및 문화, 공용어와 정치 체제까지 생성하게 되었으며, 공식 총리 트위터 계정까지 만들어졌다. 예를 들면, 공식 국가는 영국의 국가를 프랑스어로 부른 것을 사용하며, 공식 국기는 인도네시아의 국기에 황금 독수리가 국장으로 그려져 있는 국기를 사용하고 공용어는 독일어, 영어, 프랑스어를 사용한다고 주장하는 등 여러 주장들이 받아들여 실제 있는 국가처럼 만들어지기 시작했다.
과거 비스케이만을 육지로 채운 후, 진짜 있는 나라처럼 설명하기 위해 '비스케이 공화국'(Republic of Biscay)이라는 가상의 국가를 만드는 등 가짜 국가를 만드는 시도는 오래 전부터 있었지만, 이는 2022년 5월 경 레딧에 의해 큰 반향을 일으켰던 '스웨덴게이트'처럼 낮은 문화 이해와 몰지각으로 인한 편견 및 차별을 위해 생긴 인터넷 밈으로 보고 있다.

## 국토
해당 국가의 국토는 프랑스의 국토를 거꾸로 뒤집은 형태로 되어 있으며, 포르투갈과 스페인과 국경이 맞닿아 있다.

## 같이 보기
- 몰바니아
- 갈리시아주